# 向風快運航空
向風快運航空（英語：Windward Express Airways）是荷属圣马丁一家货运航空公司，总部位于朱丽安娜公主国际机场，运营加勒比海范围内的班机和货运航班。

## 机队
向風快運航空有3架具有短距起落功能的Britten-Norman Islanders飞机来运营机场跑道比较短的航线，诸如位于圣巴泰勒米、Baillif、Le Saints和Saba的机场。

## 另見
- 向風群島航空公司